# San Dimas (Durango)
San Dimas (Durango) é um município do estado de Durango, no México.